# Michael Schøt
Michael Schøt (født 6. marts 1980 i Slagelse) er en dansk standupkomiker og tekstforfatter, der er opvokset i Sorø. Han har været aktiv standupkomiker siden 1999, og er kendt for ofte at lave standup om politik. Siden 2014 har han hver uge uploadet en video med en tale, hvor han behandler aktuelle samfundsemner. Siden 2018 har han været medejer af Comedy Zoo i København.

## Karriere
Schøt er født i Slagelse, hvor han er vokset op. Han blev student i 1999 fra Sorø Akademis Kostskole. Herefter begyndte han at læse Russisk- og Østeuropastudier på Københavns Universitet efter sommerferien 1999, men han droppede ud før der var gået et år. Fra 2000 til 2002 arbejdede Schøt som redaktør på ungdomsmagasinet Chili. Han havde sin debut som standupkomiker i 1999 på Kulkafeen i København. I 2001 blev han nummer tre ved DM i stand-up-comedy.
De følgende år var han ansat som skribent til produktioner på Nordisk Film, TV 3 (Parlamentet), DR (Go' Morgen P3) og TV 2 Zulu (Gintbergs Store Aften).
Michael Schøt er primært standupkomiker med politisk satire som omdrejningspunkt. Han har optrådt i tv-programmet Stand-up.dk i 2002, 2005, 2007 og 2009. I 2006 optrådte han på Bellevue Teatret med Jacob Tingleff, Omar Marzouk, Geo og Tobias Dybvad i comedyshowet Ordet Er Mit. I 2009 turnerede Michael Schøt i Danmark med comedy-showet De Udvalgte sammen med Brian Mørk, Anders Fjelsted, Tobias Dybvad og Christian Fuhlendorff. I 2009 og 2010 viste TV 2 Zulu Michael Schøts to oneman-standup-specials, som udkom på dvd under titlen uPolitisk korrekt i februar 2011.
Schøt har deltaget i Talegaver til børn i 2005-2008 og efterfølgende i Comedy Aid hvert år fra 2009 og fremefter. Han var vært for Talegaver til børn i 2008 sammen med Brian Mørk, og vært på Comedy Aid sammen med Heino Hansen i 2018.
Som tekstforfatter har Schøt skrevet på TV3s Parlamentet, P3s Tjenesten, TV2 Zulus Gintbergs Store Aften, DR P3s Go' Morgen P3, DR2s Omars' Ark, P3s Den Løse Kanon. Han og Brian Mørk skrev og udviklede sæson 1 og 2 af Brian Mørk Show til TV2 Zulu. Han blev ansat som sketchforfatter på TV2s Live fra Bremen i 2. sæson og i sæson 4 erstattede han Casper Christensen som hovedforfatter. I 2011 udviklede Schøt og Lasse Rimmer programmet Den Blinde Vinkel til TV2.
Schøt deltager med mellemrum i andre programmer som ALOHA! på TV2, Den Blinde Vinkel på TV2 og han skrev jokes på politikerne Naser Khader og Villy Søvndal i TV3's Grillet.
Schøt valgte som en af de første (herudover Elias Ehlers og Christian Fuhlendorff) i Danmark at udgive sit one-man show Schøt Happens som online download på sin hjemmeside.
Fra 2014 har han været med i podcasten Verdens Bedste Filmklub med Lasse Rimmer som vært.
I 2018 købte han sammen med komikerne Thomas Hartmann, Dan Andersen, Torben Chris, Anders Fjelsted og Martin Bo Andersen Comedy Zoo i København af bookingbureauet FBI.
I 2023 startede Michael Schøt podcasten Dybt Go' Nat Danmark sammen med komikeren Mikkel Klint Thorius. I podcasten inddeles en række komikere på to hold, og kommenterer på komisk vis aktuelle nyheder i en game-show format, hvor formålet er at samle flest point. Mikkel og Michael skiftes til at være vært på programmet og til selv at deltage på et af de to hold. 

### Schøtministeriet
Siden 2014 har Schøt lavet en såkaldt "nytugestale" hver fredag, hvor han fra det fiktive Schøtministeriet, behandlede aktuelle politiske emner og særligt politisk hykleri og lign. som bl.a. den tidligere statsministers overforbrug i Tøj-sagen, salget af DONG, den Helle Thornings nye regering efter SF forlod den tidligere i forbindelse med salget af DONG, patentdomstolen, overenskomstforhandlingerne i 2018, Uffe Elbæk udmelding om at være statsministerkandidat, mødet mellem Donald Trump og Kim Jung-Un i 2018, nemlig.coms overenskomster, VM i Qatar 2022, coronaviruspandemien, ændring i epidemiloven og protestgruppen Men In Black.
Hver video blev introduceret med et logo i stil med det, der benyttes af Finansministeriet, der indeholder billede af en kongekrone. I november 2014 blev han imidlertid bedt om at fjerne denne krone af Rigsarkivet, da han ikke var hofleverandør, hvilket han tog op i en video. Han brugte herefter det samme logo, men med en sønderskudt kongekrone. Han fortsatte efter at have fået en sponsoraftale med Comedy Zoo.
Schøtministeriet blev i første omgang uploadet på YouTube, men er siden blevet udgivet via Facebook og som podcast.
Schøtministeriet er blevet sammenlignet med den politiske satire som den amerikanske Jon Stewart laver.

#### Schøtministeriet Live
En del af Schøtministeriet er blev optaget live på Nørrebros Teater, hvor Schøt har interviewet forskellige politikere og andre personer. Normalt er der blevet interviewet to eller tre personer samme aften foran et publikum, som er udgivet som særskilte podcast med hver person. Blandt de personer, som er medvirket er:
Politikere
- Benny Engelbrecht, politiker fra Socialdemokratiet
- Bertel Haarder, politiker fra Venstre
- Dan Jørgensen, politiker fra Socialdemokratiet
- Holger K. Nielsen, politiker fra Socialdemokratiet
- Ida Auken, politiker fra Socialdemokratiet
- Inger Støjberg, politiker fra Venstre
- Jacob Mark, politiker fra Socialistisk Folkeparti
- Jens Rohde, politiker fra Jens Rohde
- Joachim B. Olsen, politiker fra Liberal Alliance
- Johanne Schmidt-Nielsen, politiker fra Enhedslisten
- Jonas Dahl, politiker fra Socialistisk Folkeparti
- Josephine Fock, politiker fra Josephine Fock
- Karsten Lauritzen, politiker fra Venstre
- Kenneth Kristensen Berth, politiker fra Dansk Folkeparti
- Lars Aslan Rasmussen, politiker fra Socialdemokratiet
- Magnus Heunicke, politiker fra Socialdemokratiet
- Margrethe Vestager, konkurrencekommissær i EU
- Marianne Jelved, politiker fra Det Radikale Venstre
- Marie Krarup politiker fra Dansk Folkeparti
- Mattias Tesfaye, politiker fra Socialdemokratiet
- Mette Abildgaard, politiker fra Det Konservative Folkeparti
- Mogens Jensen, politiker fra Socialdemokratiet
- Morten Messerschmidt, Politiker fra Dansk Folkeparti
- Naser Khader, politiker
- Pernille Vermund, politiker fra Nye Borgerlige
- Peter Kofod Poulsen, politiker fra Dansk Folkeparti
- Pia Kjærsgaard, politiker fra Dansk Folkeparti
- Pia Olsen Dyhr, politiker fra Socialistisk Folkeparti
- Pelle Dragsted, politiker fra Enhedslisten
- Rasmus Brygger, politiker fra Liberal Alliance
- Rasmus Jarlov, politiker fra Det Konservative Folkeparti
- Rina Ronja Kari, politiker fra Enhedslisten
- Simon Emil Ammitzbøll-Bille, politiker fra Liberal Alliance
- Sofie Carsten Nielsen, politiker fra Radikale Venstre
- Søren Pape, politiker fra Det Konservative Folkeparti
- Tommy Ahlers, politiker fra Venstre
- Uffe Elbæk, politiker fra Alternativet

Andre
- Hans Jørgen Bonnichsen, chefkriminalinspektør i Rigspolitiet
- Jacob Mchangama, direktør i tænketanken Justitia
- Nina Groes
- Ole Bjerg, lektor ved CBS og forfatter til bogen Gode Penge
- Søren Brostrøm, direktør for Sundhedsstyrelsen
- Thomas Senderovitz, direktør for Lægemiddelstyrelsen
- Yahya Hassan, digter

## Filmografi

### Fjernsynsprogrammer
- 2002 Stand-up.dk (TV2)
- 2003 Parlamentet (TV3)
- 2005 Stand-up.dk (TV2)
- 2005 Gintbergs Store Aften (TV2 Zulu)
- 2007 Brian Mørk Show (TV2 Zulu)
- 2007 Stand-up.dk (TV2)
- 2008 Brian Mørk Show (TV2 Zulu)
- 2009 Stand-up.dk (TV2)
- 2009 Mørk og Jul (TV2 Zulu)
- 2010 Live fra Bremen (TV2)
- 2011 Den Blinde Vinkel (TV2)
- 2011 Live fra Bremen (TV2)
- 2012 Breaking The News (WebTv Program)
- 2012 Zulu News (TV2 Zulu)
- 2012 Zulufonen (TV2 Zulu) - som gæst

### Radioprogrammer
- 2003 Tjenesten på P3 (P3)
- 2003 Go' morgen P3 (P3)
- 2004 Go' morgen P3 (P3)
- 2004 Tjenesten på P3 (P3)

### Standup-shows
- 2004 Talegaver til børn
- 2005-2008 Talegaver til børn
- 2006 Ordet er mit
- 2009-nu Comedy Aid
- 2009 De Udvalgte

One man shows
- 2009 uPolitisk Korrekt
- 2010 Mere uPolitisk Korrekt
- 2012 Schøt Happens
- 2013 Kunstigt Intelligent
- 2015 Ytringspligt
- 2017 Ulykkeligt Vidende
- 2021 Dæmonkrati